# Welcome Venice
Welcome Venice è un film del 2021 diretto da Andrea Segre.
Il film è stato presentato in anteprima il 1º settembre 2021 alla 78ª Mostra internazionale d'arte cinematografica di Venezia nella selezione ufficiale delle Giornate degli Autori.

## Trama
Pietro e Alvise sono i due eredi di una famiglia di pescatori di moeche della Giudecca, l'isola più popolare di Venezia. Si scontrano nel cuore della trasformazione inarrestabile che sta cambiando la vita e l'identità di Venezia e della sua gente: l'impatto sempre più profondo del turismo globale ha modificato il rapporto stesso tra città e cittadini, tra casa e vita e la pandemia ha reso ancora più evidente questa crisi. Pietro nonostante fatiche e solitudini, vorrebbe continuare a pescare moeche, i granchi tipici della laguna; Alvise, invece, vede nella loro casa di Giudecca lo strumento ideale per ripartire tentando di entrare nell'élite del potere immobiliare che governa la città. Il loro scontro coinvolge tutta la famiglia, in un racconto corale su come stia cambiando il nostro mondo.

## Distribuzione
Il film è stato distribuito nelle sale italiane dal 9 settembre 2021 e in anteprima nelle sale della regione Veneto dal 2 settembre 2021.